# Alias Sr. Hackenbacker
Alias Sr. Hackenbacker es el tercer episodio de la segunda temporada de los Thunderbirds, serie de televisión de Gerry Anderson para Supermarionation fue el 29.º episodio producido. El episodio salió al aire primero en ATV Midlands el 16 de octubre de 1966. Fue escrito por Alan Pattillo y dirigido por Desmond Saunders.

## Sinopsis
Unos ladrones intentan contratar un avión en donde Lady Penélope está organizando un desfile de modas. Ella avisa a los Thunderbirds que obliguen al avión a aterrizar. Pero todo a bordo se salva ya que el avión cuenta con un dispositivo de seguridad inventado por Brains bajo su seudónimo 'Mr Hackenbaker. Frustrados los planes de los ladrones son capturados y encarcelados.

## Reparto

### Reparto de voz regular
- Jeff Tracy — Peter Dyneley
- Scott Tracy — Shane Rimmer
- Virgil Tracy — David Holliday
- Alan Tracy — Matt Zimmerman
- Gordon Tracy - David Graham
- Tin-Tin Kyrano — Christine Finn
- Lady Penélope Creighton-Ward - Sylvia Anderson
- Aloysius "Nosey" Parker - David Graham
- Brains - David Graham

### Reparto de voz invitado
- Capitán Ashton - Paul Maxwell
- Francois Lemaire - Ray Barrett
- Comandante Norman - Peter Dyneley
- Madeline - Sylvia Anderson
- Mason - Jeremy Wilkin
- Dierdre - Christine Finn
- Capitán Saville - Ray Barrett
- Copiloto del Skythrust - David Graham
- Teniente de la Torre de Control - Ray Barrett
- Piloto del D103 - Jeremy Wilkin
- 1.er Reportero - Jeremy Wilkin
- 2.º Reportero - Paul Maxwell
- Funcionario del Aeropuerto de Londres - David Graham
- Secretaria de Saville - Christine Finn
- Operador Telefónico - Sylvia Anderson
- Camarero - David Graham
- Comprador de moda #1- David Graham
- Comprador de moda #2- David Graham
- Ross - David Graham
- Co-conspirador - Ray Barrett

## Equipo principal
Los vehículos y equipos vistos en el episodio son:
- Thunderbird 1
- Thunderbird 2 (llevando el fuselaje 3
- FAB 1
- Skythrust
- D103

## Errores
- Al final del episodio, Penélope dice que 1993 fue el mejor año para el champán, pero la retrospectiva nos dice que 1993 realmente no fue en lo absoluto un año particularmente bueno para el champán.